# 志水史雄

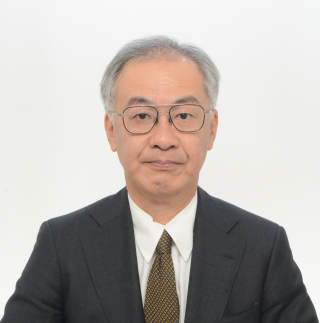
外務省より公表された肖像

志水 史雄（しみず ふみお、1964年（昭和39年）12月13日）は、日本の外交官。初代アフリカ連合日本政府代表部特命全権大使。

## 経歴・人物
北海道出身。1989年東京大学法学部第一類卒業、外務省入省。在フランス日本国大使館一等書記官、在アフガニスタン日本国大使館臨時代理大使、在フランス日本国大使館参事官（文化担当）等を経て、2012年外務省中東アフリカ局アフリカ第一課長。2013年外務省大臣官房在外公館課長。2015年外務省大臣官房会計課長。2017年から外務省アジア大洋州局兼南部アジア部参事官を務め、ウランバートルでの国際会議で北朝鮮当局者に対し、北朝鮮による日本人拉致問題に対する政府の立場を伝えるなどした。2018年エチオピア連邦民主共和国アディスアベバに新設されたアフリカ連合日本政府代表部の初代特命全権大使に就任。2020年在中華人民共和国日本国大使館特命全権公使。2022年大臣官房長。2024年駐南アフリカ共和国大使及び駐レソト王国大使。

## 略歴
- 平成元年4月　外務省入省
- 平成16年9月　大臣官房人事課 首席事務官
- 平成18年8月　大臣官房人事課 企画官
- 平成19年8月　総合外交政策局安全保障政策課国際テロ対策協力室長
- 平成20年8月　在アフガニスタン日本国大使館 参事官
- 平成22年8月　在フランス日本国大使館 参事官
- 平成24年8月　中東アフリカ局アフリカ部アフリカ第一課長
- 平成25年7月　大臣官房在外公館課長
- 平成27年9月　大臣官房会計課長
- 平成29年4月　大臣官房参事官兼アジア大洋州局、アジア大洋州局南部アジア部
- 平成30年7月　アフリカ連合日本政府代表部 特命全権大使
- 令和2年6月　在中華人民共和国日本国大使館 公使
- 令和2年9月　在中華人民共和国日本国大使館 特命全権公使
- 令和4年9月　大臣官房長
- 令和6年12月　駐南アフリカ共和国大使及び駐レソト王国大使

## 同期
- 相航一（23年アメリカ特命全権公使・21年アメリカ公使）
- 赤堀毅（24年外務審議官（経済担当）・22年地球規模課題審議官）
- 赤松秀一（21年上海総領事）
- 安藤俊英（24年中東アフリカ局長・22年領事局長）
- 市川恵一（23年内閣官房副長官補・22年総合外交政策局長・20年北米局長）
- 岡井朝子（23年バーレーン大使・18年国連事務次長補）
- 加納雄大（23年ユネスコ大使・22年内閣府国際平和協力本部事務局長・21年南部アジア部長）
- 城内実（14年外務副大臣・03年衆議院議員）
- 齋田伸一（23年国際平和協力本部事務局長・22年アフリカ部長・20年アメリカ公使・16年エチオピア大使）
- 曽根健孝（22年在ロサンゼルス総領事）
- 田村政美（23年外務省研修所長・20年インドネシア公使）
- 浜田隆（23年瀋陽総領事・21年内閣情報調査室内閣審議官兼国際テロ情報集約室次長）
- 中込正志（22年欧州局長・21年内閣総理大臣秘書官）
- 長岡寛介（24年チェコ大使・21年中東アフリカ局長・19年大臣官房審議官）
- 鯰博行（25年外務審議官（政務担当）・23年アジア大洋州局長・22年経済局長・21年国際法局長）
- 星野芳隆（23年エルサルバドル大使・21年スポーツ庁審議官）
- 松永健（23年トロント総領事）
- 山本恭司（19年フィリピン公使）
- 米谷光司（21年アフリカ部長・17年ジブチ大使）